# 어웨이크 (2020년 영화)
《어웨이크》(AWAKE)는 2020년 개봉한 일본의 드라마 영화이다.

## 출연

### 주연
- 요시자와 료 : 에이이치 기요다 역
- 와카바 류야 : 리쿠 아사카와
- 오치아이 모토키 : 타츠야 이소노 역
- 칸 이치로 : 토루 나카지마 역

### 조연
- 바바 후미카 : 시오리 찬 역
- 카와시마 준야 : 신이치 야마자키 역
- 나가오카 타스쿠 : 료타 호리 역
- 모리야 칸나 : 히로미 야마우치 역

## 기타
- 미술: 코사카 켄타로